# Lahta centar
Lahta Centar (рус. Лахта центр) je javno-poslovni kompleks smešten u Sankt-Peterburgu a čiji je ključni objekat sedište PJSC Gazprom. Kompleks se sastoji od 5 objekata: toranj, višenamenska zgrada, zgrada Luka glavnog ulaza KZG (kompleks zgrada i građevina) te stilobata. Ukupna površina izgradnje je 570 000 m².
Prva faza, uključujući soliter i višenamensku zgradu, puštena je u rad 16. oktobra 2018. Druga faza, koja uključuje zgradu KZG, po planu će biti završena na proleće 2021.
Toranj Lahta Centra (462 м) je najseverniji soliter u svetu i najviši u Evropi. Prema podacima od LEED uvršten je u prvih pet ekoloških solitera u svetu. Ukupna vrednost kompleksa procenjuje se za oko 120,7 milijardi rubalja (1,77 milijardi dolara). Dan otvaranja ovog kompleksa za posetioce će biti određen po završetku svih radova i uređenja. Prema planu izgradnja pristupnih puteva do Lahta Centra mora da bude završena do isteka 2020. Uređenje obale uz teren takođe se planira završiti do kraja 2020. godine.

## Zanimljivosti
- 1 mart 2015. je završeno betoniranje donje ploče kutijastog temelja za toranj Lahta Centra. Ovaj događaj je upisan u Ginesovu knjigu rekorda kao najveće neprekidno betoniranje na svetu – tokom 49 sati uzastopce bilo je izlivano 19 624 м³ betona[тражи се извор].
- Od avgusta 2016. je najseverniji soliter u svetu, a od oktobra 2017. još i najviša zgrada u Evropi i Rusiji.
- 24 decembra 2018. Lahta Centar je prošao atestovanje u skladu sa međunarodnim ekološkum standardima LEED Platinum. Lahta Centar je jedini soliter u Rusiji koji je dobio ekološki sertifikat najvišeg nivoa.
- 31 decembra 2018. na soliteru je bila upaljena novogodišnja rasveta zelene boje tako da se zgrada pretvorila u najvišu božićnu jelku u Evropi.
- 2018 - Toranj Lahta Centra je uvršten u popis 10 najboljih u svetu solitera prema podacima arhitektonskog portala  Dezeen.
- 2018 - Toranj Lahta Centra je uvršten u popis deset najboljih solitera te godine prema podacima najvećeg svetskog arhitektonskog portala Archdaily.
- 2019 - Kompleks Lahta Centar je postao lider kao dobitnik veće količine nominacija u nagradi Award of Excellence, koju dodeljuje Council on Tall Buildings and Urban Habitat. Objekat je postao finalista u 5 nominacija, naime: Best Tall Building 400 meters and above; Construction Award; Structural Engineering Award; Geotechnical Engineering Award; Façade Engineering Award.

## Objekti u kompleksu
- Poslovne prostorije će zauzeti oko 300 000 m².
- Višenamenska sala-transformer kapaciteta do 494 osoba. Sistem transformacije na temelju  spiralift-tehnologije omogućuje opciju da se menja prostor ne samo sale nego i scene za 10—20 minuta.
- Naučno-edukativni centar  površinom od  7000 m².
- Planetarijum u obliku kugle kapaciteta do 100 osoba. Spoljni prečnik je 19 metara. Nebeska projekcija je formirana uz pomoć zvezdane mašine (japanski projektor  Ohira Tech Megastar-IIA), dok su veći objekti poput umetničkih letelica, vizuelni efekti i još mnogo toga digitalni, uz rezoluciju od 8K, zbog čega se koriste 10 laserskih 4K projektora SONY GTZ280. Ukupna rezolucija je  48 483 533 piksela.

## Osobine konstrukcije

### Opšte
- Usled blizine Finskom Zalivu te labavog terena zbog slabijeg tla svi temelji kompleksa podupiru stubovi. Veličina tog stubnog polja (1.+2. faze) je 3480 stubova. Od onih 264 koji se nalaze ispod zgrade tornja imaju prečnik od 2 m, još  848 stubova prečnika od  1,2 m nalaze se ispod višenamenske zgrade te luka;  968 stubova prečnika od 0,6 m podupiru stilobat te još  1400 komada prečnika od 1,2 m su ispod zgrade KZG[тражи се извор].
- Površina svih fasada kompleksa (1.+2. etape) je više od  242 000 m², uključujući 179000 m² na objektima 1. faze. Ukupna  masa stakla na fasadi tornja je 13000 tona. Oko 70% modula na fasadi tornja variraju se u obliku i veličini, uz to da je kod višenamenske zgrade izvedeno oko 50, a kod KZG oko 15 načina zastakljenja.Površina unutrašnje i spoljne fasade tornja je  93 500 m², višenamenske zgrade je  72 000 m²,  fasada Luka glavnog ulaza je  13 500 m²., KZG  je  63 300 m².

### Toranj
- Zidina u tlu je zaštitna podzemna konstrukcija visoka 30 m koja služi kao ograda temelju tornja i štiti od podzemnih voda.
- Temelj podupiru 264 stuba na dubini od  82 m.
- Kutijasti temelj se sastoji od tri čvrsto armirane ploče prelivene betonom visoke čvrstoće. Najveća od njih je donja ploča debljine od 3,6 m.
- Osnovni elemenat održivosti tornja je jezgro od armiranog betona unutar kojeg se nalaze mreže i instalacije, vertikalni transport, tehničke prostorije i sigurnosne zone. Protivpožarna zaštita jezgra je  REI240, što znači da ono može da izdrži vatru tokom 4 sata  bez promene svojstava betona i čelika.
- U tlocrtu tornja je smešteno od 10 do 15 kompozitnih stubova. Unutar svakog od njih je čelično križano jezgro betonirano betonom visoke čvrstoće.
- Horizontalnu održivost i ravnotežu soliteru osiguravaju autrigeri. Autrigerni odnosno tehnički nivoi to su parovi spratova kroz čiji prostor od jezgra prema obodu položene dijagonalne  čelične rešetke. Njihova funkcija je preraspodela opterećenja  od jezgra na stubove prilikom zemljotresa, udara, uragana, gunitka dela nosećih konstrukcija i dr. Toranj ima 5 autrigera.
- Fasada tornja je montirana, sastoji se od  16 505 elemenata. Staklene jedinice su izrađene od aluminijskog profila i hladno savijenog stakla. Veličina tipične jedinice je  1,5*4, 2 m, težina svake je više  700 kg.
- Vrh tornja visine više od 100 m napravljen je od nosećih čeličnih cevi okruglog preseka, zagrada i greda, fasade su izrađene od čelične mreže.  Zamena stakla na vrežu je mera protiv zaleđivanja. Osim toga, u fasadi na nivou osmatračnice položen je kabel za grejanje.

### Višenamenska zgrada
Višenamenska zgrada je objekat razdvojen u dve zgrade koje imaju zajednički temelj i krov.  Ima promenljivu spratnost sa visinskom razlikom  od 7 do 17 spratova, visina vrha je nešto viša od 80 metara.  Dužina je oko 300 metara. Osobina je  negativan ugao nagiba stražnjih fasada.
Strukturni nacrt zgrade je uokviren. Prilikom izgradnje ovog objekta je iskorišćeno više od 24000 tona metalnih konstrukcija.
Glavni noseći elementi su 4 jezgra od armiranog betona koja primaju vertikalna i horizontalna opterećenja i prenose ih na temelj koji je izveden u obliku monolitnog rostverka podržanog stubovima.
Između te dve zgrade u sklopu nalazi se atrijum prekriven krovom od polimernih membrana za zaštitu od svetlosti  ETFE. Unutar atrijuma prebačeni su prelazni mostovi. Atrijum je pešačka zona iz koje možete doći do  bilo kojeg objekta u zgradi.
U višenamenskoj zgradi je smeštena većina javnih prostora kompleksa.

### Kompleks zgrada i građevina
Arhitektura KZG uglavnom je istovetna arhitekturi višenamenske zgrade ali uz nešto varijacija. Promenljiva spratnost od 2 do 13 spratova, maksimalna visina je 85 m. Strukturna šema uključuje 16 ukrutnih  jezgara. Namena KZG su poslovne prostorije.

## Arhitektura i dizajn
Arhitektonski koncept je 2011. izradilo društvo RMJM. Dalje, koncept i projekat kompleksa su 2011-2017 dorađeni su od strane društva Gorproekt.
Koncept dizajna enterijera je izradio evropski biro Exclusiva Design Srl, koje je 2014. dobilo na javnom natečaju za projektovanje enterijera javnih zona kod višenamenskih kompleksa.

## Galerija
- Поглед пре изградње
- Изградња темеља испод куле
- Новембар 2015
- Небодер у фебруару 2016
- Небодер у априлу 2017. Висина 310 метара
- Јануар 2018. Висина 450 метара
- Јун 2018
- Јесен 2019
- Небодер у јесен 2020
- Небодер зими 2021
- Oктобар 2022
- Април 2023